# Hemiceras castaneoides
Hemiceras castaneoides är en fjärilsart som beskrevs av Max Wilhelm Karl Draudt 1933. Hemiceras castaneoides ingår i släktet Hemiceras och familjen tandspinnare. Inga underarter finns listade i Catalogue of Life.